# Onychosepalum microcarpum
Onychosepalum microcarpum är en gräsväxtart som beskrevs av Kathy A. Meney och John S. Pate. Onychosepalum microcarpum ingår i släktet Onychosepalum och familjen Restionaceae. Inga underarter finns listade i Catalogue of Life.